# Eodalis lepidus
Eodalis lepidus är en skalbaggsart som beskrevs av Francis Polkinghorne Pascoe 1869. Eodalis lepidus ingår i släktet Eodalis och familjen långhorningar.
Artens utbredningsområde är Sarawak. Inga underarter finns listade i Catalogue of Life.